# Joel Borland
Joel Borland, né le 22 juin 1994 à Belmopan, est un coureur cycliste bélizien.

## Palmarès et résultats

### Palmarès par année
- 2011
  -  Champion du Belize du contre-la-montre juniors
- 2014
  - 2e du championnat du Belize du contre-la-montre
- 2015
  - King of the Hills
  - 2e du championnat du Belize du contre-la-montre
  - 2e du championnat du Belize sur route espoirs
- 2016
  -  Champion du Belize du contre-la-montre
  -  Champion du Belize du contre-la-montre espoirs
  - KREM New Year's Day Cycling Classic
  - 2e étape du Tour de Belize (contre-la-montre par équipes)
  - 3e de la Holy Saturday Cross Country Cycling Classic
  - 3e du Tour de Belize
- 2017
  - Valentine's Day Classic
- 2018
  - 2e étape de la Valentine's Day Classic

### Classements mondiaux
| Année            | 2014 | 2015 |
| ---------------- | ---- | ---- |
| UCI America Tour | 347e | 166e |